# Xakhti
Xakhti (en rus: Шахты) és un poble (un possiólok) de l'óblast de Sverdlovsk, a Rússia, segons el cens del 2010 tenia un habitant.